# ポン・ヂ・アスーカル
ポン・ヂ・アスーカル（ポルトガル語:Pão de Açúcar）は、大西洋に繋がるグアナバラ湾に突き出す半島の上にある奇岩で、ブラジル・リオデジャネイロの南部に位置する。パンデアスカルとも表記する。海抜は396メートルであり、ポン・ヂ・アスーカルの名前の由来は、その形が棒砂糖に似ているところから来ている。この発音は外国人には困難であるため、英語では意訳してシュガーローフと呼ばれる。パンアフリカン大陸衝突造山運動で形成された少量の柘榴石を含む眼球片麻岩の一枚岩である。海外の書籍では花崗岩と誤記されることがある。世界遺産「リオデジャネイロ:山と海との間のカリオカの景観群」（2012年登録）に含まれている。

## ロープウェイ
ポン・ヂ・アスーカルの頂上に上るためには、2つのロープウェイを乗り換えることで可能である。第一のロープウェイは、ウルカの丘と呼ばれる標高220メートル地点までの移動であり、第二のロープウェイはで頂上までたどり着くことが可能である。
この65人のロープウェイはイタリア製で、ロープウェイからは360度のパノラマを見ることが可能である。それぞれのロープウェイの所要時間は約3分であり、午前8時から午後8時まで、20分間隔で運行している。それぞれの運賃は、11レアルであった。

## ロッククライミング
ポン・ヂ・アスーカルを訪れる人は、この奇岩の岩壁に挑戦するロッククライマーの姿を東壁で見ることが出来る。ポン・ヂ・アスーカルは、世界の中でも最大規模の市街地で行うことが出来るロッククライミングの場所である。ロッククライミングのルートは270以上あるとされているが、主なルートは東壁である。

## メディア
ポン・ヂ・アスーカルは、複数のメディアの舞台となっている。1979年に公開されたジェームズ・ボンドシリーズの007 ムーンレイカーでは、悪役ジョーズがボンドとボンドと行動をともにしていたホリー・グッドヘッド博士をロープウェイの中で殺そうと試みている。
ハーブ・アルパートは、1982年に発売したアルバムFandangoの中で、Sugarloafと題した曲を発表している。
2016年リオデジャネイロオリンピックのエンブレムのモチーフになっているともいわれる。